# Gare de Praye-sous-Vaudémont
Gare de Praye-sous-Vaudémont vasútállomás Franciaországban, Praye településen.

## Vasútvonalak
Az állomást az alábbi vasútvonalak érintik:
- Jarville-la-Malgrange–Mirecourt-vasútvonal

## Kapcsolódó állomások
A vasútállomáshoz az alábbi állomások vannak a legközelebb:
- Gare de Vézelise
- Gare de Diarville